# هو لو شياو

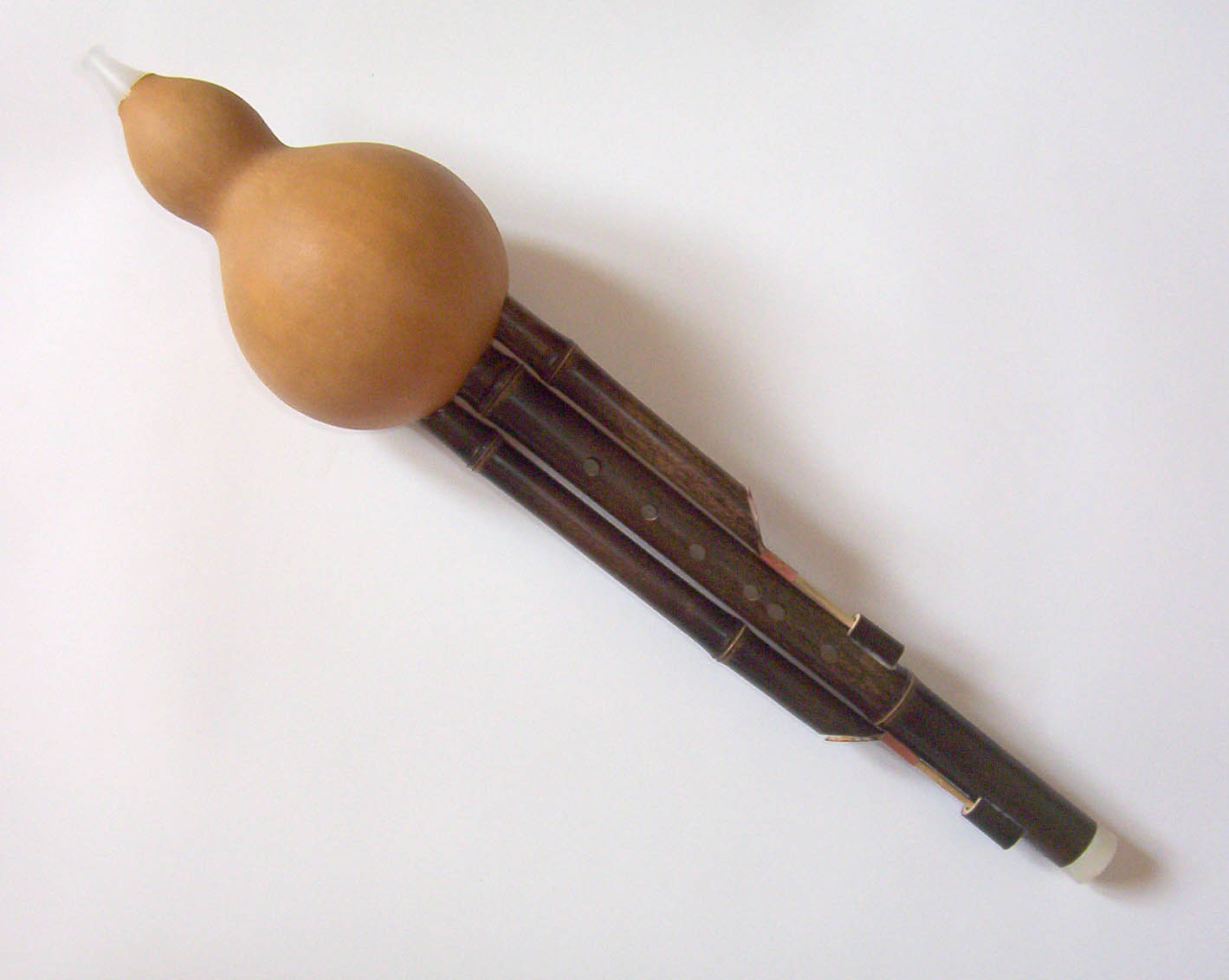
هولوشي.

هو لو شياو هي آلة نفخية لأهل الأقليات القومية الصينية، وهي إحدى أحبّ الآلات الموسيقية المفضلة لدى أبناء قومية تاي وقومية آ تشانغ وقومية الذين يسكنون في مناطق جنوب غربي الصين. يرجع تاريخ آلة هو لو شياو الطويل إلى ما قبل عهد أسرة تشين الملكية (قبل عام 221 قبل الميلاد)، وحتى اليوم ما زالت هذه الآلة تحتفظ بميزات الآلات الموسيقية القديمة المشابهة من حيث التكوين.